# Nikoloz Tskitishvili
Nikoloz Tskitishvili (géorgien : ნიკოლოზ ცქიტიშვილი; né le 14 avril 1983 à Tbilissi, Géorgie, URSS) est un joueur géorgien de basket-ball. Il joue aux postes d'ailier fort et de pivot.

## Biographie
Nikoloz Tskitishvili commence sa carrière professionnelle au Slovan Ljubljana en 1999. Il joue au Benetton Trévise de janvier à juillet 2002, remportant le titre de champion d'Italie. Il est sélectionné au 5e rang de la draft 2002 par les Nuggets de Denver. Il y reste jusqu'en février 2005, étant alors transféré aux Warriors du Golden State avec Rodney White, en échange d'Eduardo Nájera, Luis Flores et un futur premier tour de draft 2007. Après seulement 12 matchs avec les Warriors, il signe en tant qu'agent libre avec les Timberwolves du Minnesota. Il est transféré au cours de la saison 2005-2006 aux Suns de Phoenix en échange d'un second tour de draft.
Avec des moyennes en carrière de 3,0 points et 1,8 rebond par match en trois saisons, Tskitishvili est considéré comme un échec de la draft par de nombreux spécialistes, ,.
Il poursuit sa carrière en Europe, notamment en Espagne à Séville, Fuenlabrada, en Italie, à Teramo et en Grèce à Paniónios BC.
Nikoloz Tskitishvili est membre de l'équipe nationale de Géorgie.